# Avere e non avere
Avere e non avere (To Have and Have Not) è un romanzo dello scrittore statunitense Ernest Hemingway pubblicato a New York dall'editore Scribner's nel 1937.
Il libro è composto da tre racconti scritti in periodi differenti la cui unità consiste nella presenza dello stesso personaggio, Harry Morgan, e dall'ambiente che è quello delle isole Key, ultimo luogo della Florida, distante pochi chilometri da Cuba.
La realtà sociale che viene descritta è quella delle ingiustizie e delle sofferenze che devono subire coloro che non hanno.

## Trama

### Parte prima - Harry Morgan - Primavera
Siamo a L'Avana ed è mattino presto quando Harry Morgan, il protagonista, viene avvicinato in un locale da tre giovani cubani che gli offrono mille dollari per essere condotti clandestinamente negli Stati Uniti. Harry, nonostante l'insistenza dei tre, rifiuta ma, appena fuori, una macchina si ferma davanti al bar e ne escono un uomo negro e un uomo bianco che indossa un soprabito armati di mitra che sparano all'improvviso uccidendo i tre cubani. Harry, che è riuscito a mettersi al riparo, quando tutto è finito si reca al porto dove lo attende un americano in vacanza, Johnson, che ha affittato la sua barca per andare a pescare. Fanno parte dell'equipaggio anche l'ubriacone Eddy (il secondo di Morgan) e 'il negro', che ha il compito di preparare le esche.
Con il vento favorevole e le birre nella stiva l'imbarcazione si reca al largo dove ci sono i pescespada che attendono i pescatori. Un pescespada abbocca all'amo ma Johnson non sa pescare e non segue i consigli di Morgan così il pesce riesce a sfuggire.

Mentre stanno ritornando a riva un altro pescespada di grosse dimensioni abbocca e Morgan dice all'americano di seguire tutte le regole e di non farselo scappare. Ma Johnson, che vuole fare a modo suo, viene sbalzato dalla forza del pesce che quasi lo trascina in acqua mentre tutto l'equipaggiamento da pesca finisce nel mare.
Malgrado Morgan insista con Johnson per farsi pagare subito i giorni del noleggio della barca e l'attrezzatura distrutta, l'americano parte senza pagare lasciando il povero Morgan disperato e nelle condizioni di doversi trovare un modo, anche illecito, come quello del contrabbando, per rifarsi.
L'amico Frankie gli presenta Mr Sing un cinese che gli offre per milleduecento dollari un lavoro molto sporco, quello della immigrazione clandestina. Si tratta di far sbarcare un gruppo di cinesi negli Stati Uniti, anche se Mr Sing fa capire a Morgan che l'importante è che avvenga l'imbarco e che poi può lasciare i cinesi dove vuole.

Avviene l'imbarco ed Eddy, che Morgan credeva di aver lasciato a terra per non avere un testimone, si fa trovare sulla barca. Quando tutti i cinesi sono imbarcati e chiusi nella stiva Morgan è costretto ad uccidere Mr Sing perché non possa in seguito testimoniare e dopo un'ora di tragitto Morgan, malgrado le loro proteste, li fa sbarcare.

A questo punto egli si dirige veramente verso gli Stati Uniti e, malgrado abbia pensato di uccidere anche Eddy, lo risparmia perché pensa che, ubriacone com'è, qualunque cosa egli racconti nessuno gli crederebbe.

### Parte seconda - Harry Morgan - Autunno
Morgan, insieme a Wesley, ha fatto una spedizione di contrabbando di liquori e sono stati feriti ma finalmente possono ancorare la barca e cercare di far scomparire il pericoloso carico. Intanto, all'imboccatura del canale, si vede comparire la barca del vecchio capitano Willie che sta portando due turisti a pesca e nel passare accanto a quella di Morgan gli fa un cenno d'intesa.
Morgan comprende che il capitano ha capito la situazione e che ritornando al porto senza dubbio avvertirà qualcuno.
Ma anche i due turisti hanno visto la barca e i buchi delle pallottole e uno dei due turisti, Frederick Harrison, che è una persona influente del governo, ordina al capitano Willie di tornare indietro ed egli, malgrado faccia resistenza, viene obbligato a ritornare. Ma quando Harrison vuole che il capitano accosti la barca per salirvi, Willie riesce ad allontanarsi e consiglia Morgan di far sparire il carico al più presto così il danno maggiore sarà solamente il sequestro della barca.
Morgan pensa che il capitano sia un brav'uomo. 

### Parte terza - Harry Morgan - Inverno
Il turista di Washington ha denunciato Morgan e ha testimoniato di aver visto gettare le bottiglie nel mare ed ora egli si ritrova, senza un braccio a senza la barca che è stata sequestrata, a trascorrere il tempo al bar di Freddy.
I discorsi nel locale sono sempre gli stessi: le leggi che in America diventano sempre più severe, la disoccupazione che incalza e gli stipendi miseri di chi lavora.
Un giorno entra nel bar l'avvocato Simmons, uomo che vive di espedienti e intrallazzi e propone a Morgan di trasportare clandestinamente tre rivoluzionari cubani che vogliono ritornare nell'isola.
Morgan, che ha assoluto bisogno di denaro accetta e pensa di rubare durante la notte, quando non c'è sorveglianza, la sua barca e assume come marinaio Albert. Insieme si recano all'appuntamento presso la casa dell'avvocato dove ci sono i tre cubani e prendono accordi.
Morgan intuisce che c'è sotto qualcosa di molto losco e pensa che dovrà stare molto attento.
La sera seguente Albert e Morgan riescono a recuperare la barca e, dopo averla nascosta in un canale vanno a casa. Alla mattina, con grande fatica, riescono a riempire i serbatoi con le damigiane di benzina ma nel frattempo i doganieri ritrovano l'imbarcazione.
L'avvocato dice che i cubani vogliono assolutamente partire e che è necessario procurarsi un'altra barca. Morgan decide di usare la barca di Freddy che sa essere un amico e disposto a rischiare ma vuole fare il viaggio da solo per non metterlo in pericolo.

Morgan ritorna a casa per salutare la moglie Marie, prende un fucile che nasconde sotto il sedile della macchina e se ne va mentre Marie lo segue con lo sguardo e non può fare a meno di piangere. 
Nel bar di Freddy ci sono dei turisti americani, due uomini e una donna che rimane attirata dalla figura di Morgan, ma Morgan taglia corto e si apparta con Freddy e l'avvocato che con i tre cubani sta progettando di rapinare la banca prima di partire. Quando Harry esce entra Richard Gordon, uno scrittore, che si unisce ai turisti, tutti rappresentanti di quella parte ricca dell'isola che si ritrovano intorno alla bella Mrs Bradley, detta la signora dell'isola.
Mentre Harry si prepara per la traversata, Albert lo supplica di imbarcarlo perché è disoccupato e i soldi mancano. Harry decide di portarlo con sé ma in quel momento si sentono degli spari e i tre cubani arrivano di corsa. Albert, che non sapeva nulla del piano, non vuole farli salire sulla barca e uno di loro gli spara e lo uccide come avevano ucciso l'avvocato in banca. Il cubano più giovane si giustifica con Morgan dicendo che uccidere fa parte della rivoluzione, che Cuba va liberata perché è ormai in mano ai militari che fanno morire di fame la povera gente.
Morgan intanto cerca di attuare il piano che ha in mente e, dopo aver offerto ai cubani il rum da bere, propone di buttare il cadavere di Albert a mare così, insieme ad Albert, riesce a gettare anche il mitragliatore dei cubani. Poi attende che essi siano ubriachi e, preso il mitra che aveva nascosto, spara prima al ragazzo e lo uccide e poi agli altri due; ma uno di loro riesce a colpire a sua volta Morgan al ventre prima di morire.
Morgan sta morendo mentre la barca va alla deriva e il mattino seguente, a Key West, giunge la notizia che la barca di Freddy Wallace, la Queen Conck, sta rientrando, rimorchiata dalla guardia costiera, con i suoi morti.

Harry è ancora vivo e al capitano e al secondo chini su di lui dice a fatica le sue ultime parole:
Harry viene portato all'ospedale, dove cercano di salvarlo con un'operazione, ma muore sotto i ferri.

## Adattamenti cinematografici
Dal romanzo sono stati tratti tre film.
- Acque del sud (To Have and Have Not) diretto nel 1944 da Howard Hawks e interpretato da Humphrey Bogart e Lauren Bacall, che ha debuttato proprio con questo film. La sceneggiatura, che reinterpreta il romanzo con estrema libertà, è stata realizzata da Jules Furthman e dal premio Nobel William Faulkner.[4]
- Nel 1950 il regista Michael Curtiz ha girato Golfo del Messico (The Breaking Point) un nuovo adattamento del romanzo. La sceneggiatura è di Ranald MacDougall ed è interpretato da John Garfield, Patricia Neal e Phillis Thaxter.[5]
- L'ultimo adattamento è Agguato nei Caraibi (The Gun Runners), realizzato nel 1958 dal regista Don Siegel. La sceneggiatura è di Daniel Mainwaring e Paul Monash ed è interpretato da Audie Murphy e Everett Sloane.[6]

## Edizioni
- (EN) Ernest Hemingway, To Have and Have Not, 1ª edizione, New York, Scribner's, 1937.
- Avere e non avere, traduzione di Giorgio Monicelli, Collana Narratori contemporanei n.19, Torino, Einaudi, 1946. - Collana I Coralli n.2, Einaudi, 1947.
- Avere e non avere, traduzione di Vincenzo Mantovani, Collana I Meridiani vol.II, Arnoldo Mondadori, 1993.